# Константиновская улица (Петергоф)
Константиновская улица — улица в Петергофе. Проходит от Санкт-Петербургского проспекта на юг до Эрлеровского бульвара, пересекая Никольскую и Михайловскую улицы, с запада также примыкает Царицынская улица.

## История

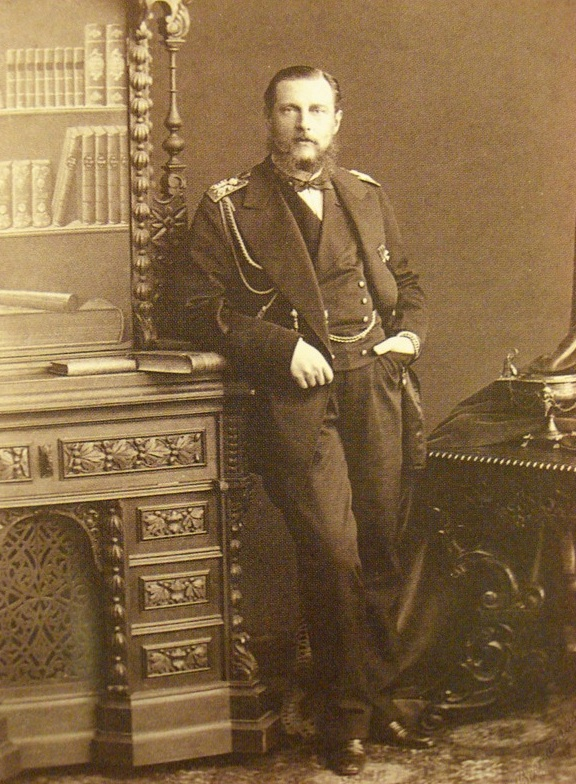
Великий князь
Константин Николаевич

До 1920-х гг. существовали улицы Кривая (от Нижнего парка до Царицынской улицы) и Константиновская (от Царицынской улицы до Эрлеровского бульвара). Последняя была названа в честь второго сына императора Николая I, великого князя Константина Николаевича (1827—1892), генерал-адмирала и шефа Гвардейского экипажа. 
В 1920-х гг. Кривая и Константиновская улицы были объединены в улицу Володарского (по псевдониму российского революционера Моисея Гольдштейна). 1 сентября 1993 г. улице возвращено историческое название Константиновская.

## Здания и сооружения
На улице расположен кинотеатр «Каскад», здания Высшего командного училища им. С. М. Кирова, Николаевская больница; дореволюционные строения улицы в 2010-2020-х годах попадают под снос, перестройку и воссоздание.